# Терминалия (растение)
Термина́лия (лат. Terminália) — род деревянистых растений семейства Комбретовые (Combretaceae), состоящий из примерно 100 тропических видов.

## Ботаническое описание
Кустарники или деревья, от 0,5 до 60 м высотой, самые высокие из деревьев могут быть с досковидными корнями. Листья простые, дистально и спирально расположены на ветвях или на коротких боковых побегах, пластинка листа с домациями, колючки иногда присутствуют у оснований укороченных побегов.
Соцветия от колосов до шаровидных головок. Цветки обоеполые, часта андромоноэция, актиноморфные, сидячие, четырёх- или пятимерные. Плоды обычно 2—5-крылые.

## Избранные виды растений
- Terminalia acuminata (Allemão) Eichler
- Terminalia argentea Mart.
- Terminalia arjuna (Roxb. ex DC.) Wight & Arn. — Терминалия арджуна
- Terminalia australis Cambess. — Терминалия южная
- Terminalia bellirica (Gaertn.) Roxb. — Терминалия беллирийская
- Terminalia bialata (Roxb.) Steud.
- Terminalia brownii Fresen.
- Terminalia buceras (L.) C.Wright
- Terminalia calamansanai (Blanco) Rolfe
- Terminalia catappa L. — Терминалия катаппа, или Индийский миндаль
- Terminalia chebula Retz. — Терминалия хебула, или Терминалия чебуля
- Terminalia citrina (Gaertn.) Roxb.
- Terminalia elliptica Willd.
- Terminalia ferdinandiana Exell — Терминалия Фердинанда
- Terminalia franchetii Gagnep.
- Terminalia ivorensis A.Chev.
- Terminalia kaernbachii Warb. — Терминалия Кернбаха
- Terminalia kaiseriana F.Hoffm.
- Terminalia kilimandscharica Engl.
- Terminalia laxiflora Engl.
- Terminalia litoralis Seem.
- Terminalia macroptera Guill. & Perr.
- Terminalia microcarpa Decne.
- Terminalia mollis M.A.Lawson
- Terminalia myriocarpa Van Heurck & Müll.Arg.
- Terminalia pallida Brandis
- Terminalia paniculata B.Heyne ex Roth — Терминалия метельчатая
- Terminalia sambesiaca Engl. & Diels
- Terminalia schimperiana Hochst
- Terminalia sericea Burch. ex DC.
- Terminalia spinosa Engl.
- Terminalia stenostachya Engl. & Diels
- Terminalia superba Engl. & Diels — Терминалия великолепная

## Фотографии

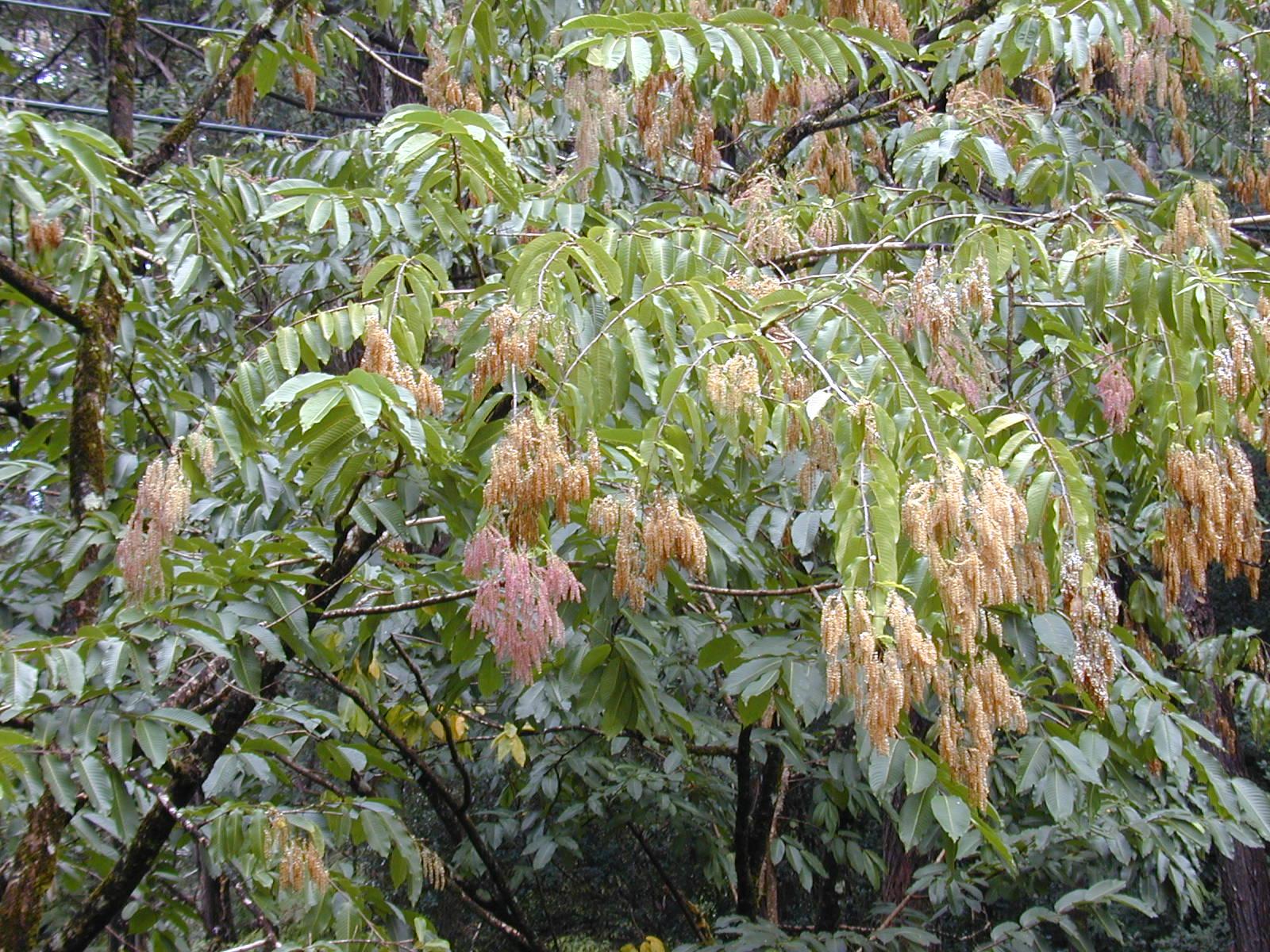
Terminalia catappa
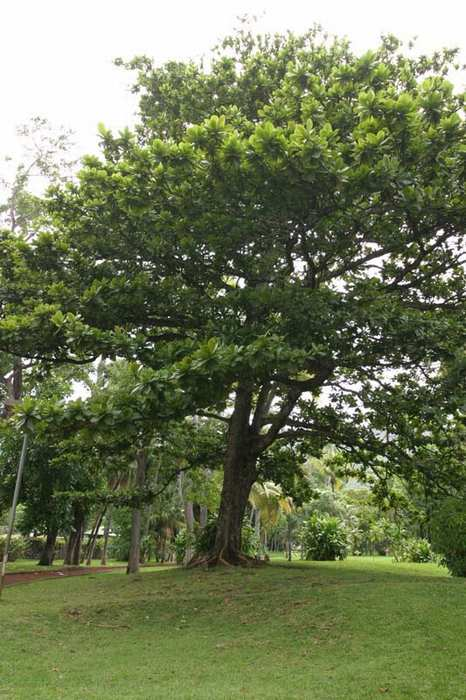
Terminalia catappa
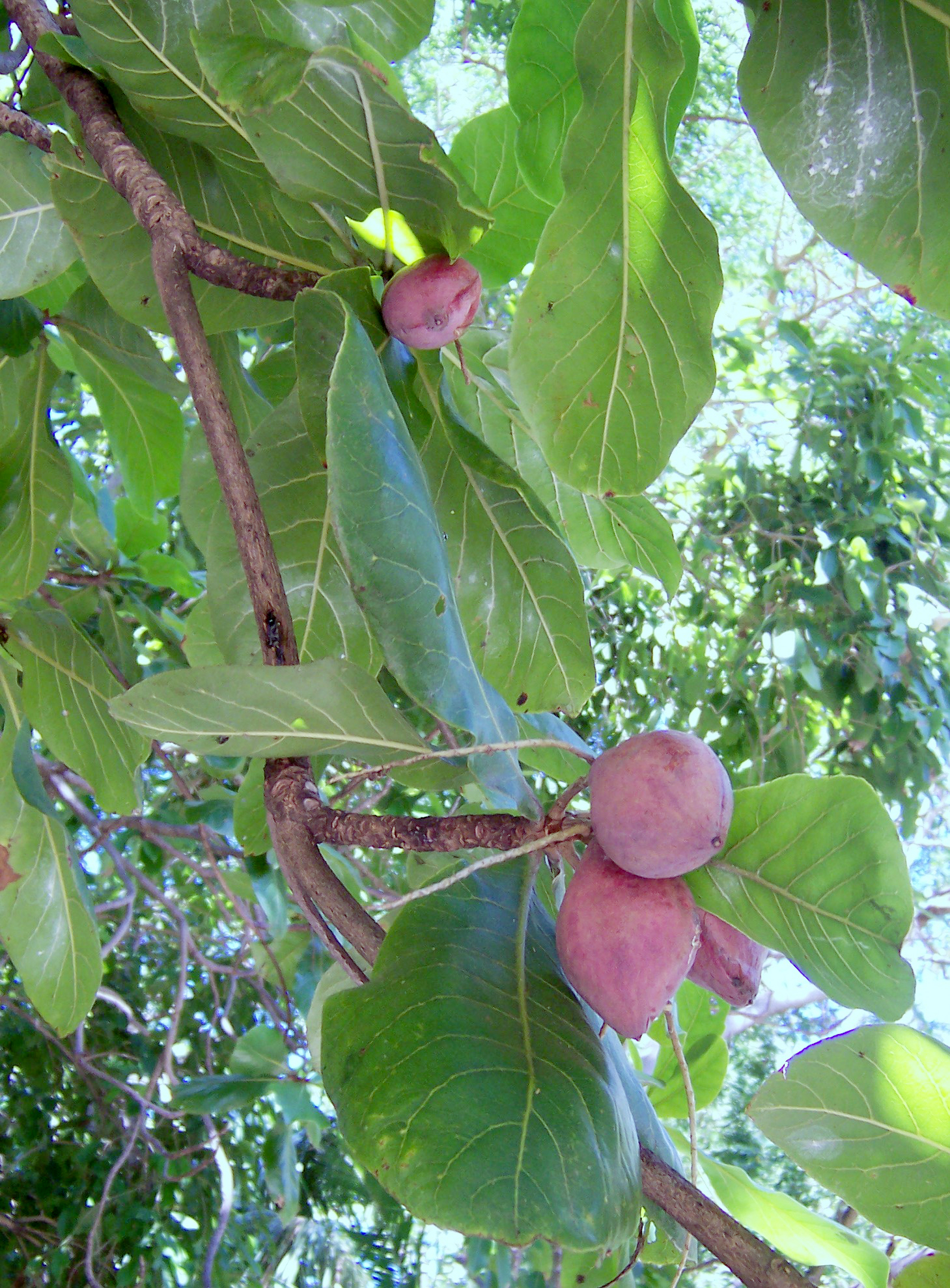
Terminalia catappa, плоды
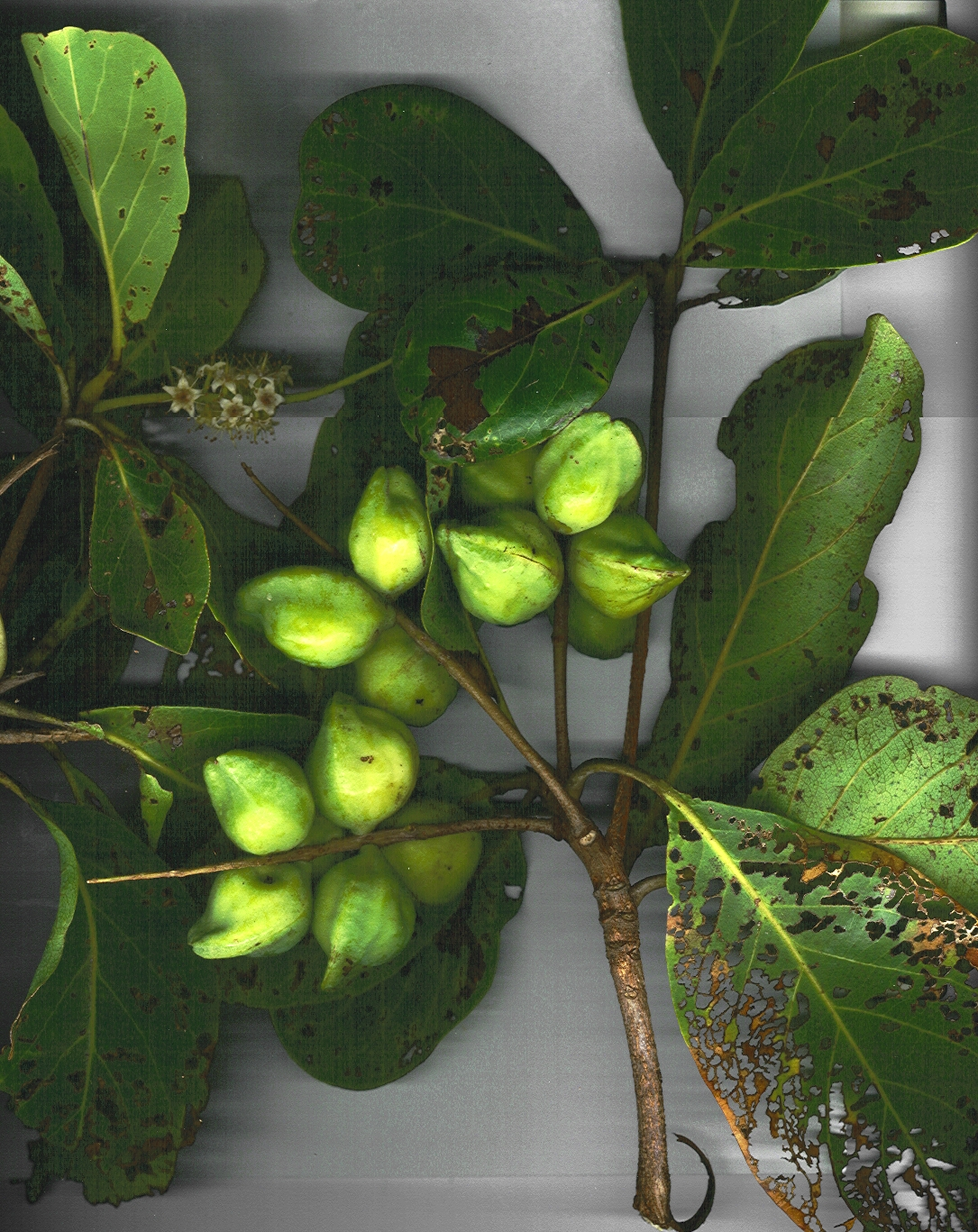
Terminalia melanocarpa, плоды